# Josef Nadj
Josef Nadj, né le 13 décembre 1957 à Kanjiža en Serbie (alors dans la province autonome de Voïvodine en Yougoslavie), est un danseur, chorégraphe, plasticien et photographe français d'origine yougoslave.

## Biographie
Josef Nadj est issu d'une famille magyarophone de Yougoslavie. Après avoir étudié l'histoire de l'art et de la musique à l'université de Budapest, ainsi que les arts martiaux, l'expression corporelle et le théâtre, il vient à Paris en 1980 pour suivre des cours de mime avec Marcel Marceau (de 1980 à 1982) et d'Étienne Decroux (de 1982 à 1983),. Il découvre l'univers de la danse contemporaine avec Lari Leong, François Verret, Catherine Diverrès et Mark Tompkins et participe à quelques-unes de leurs créations.
En 1986, il crée sa compagnie, le Théâtre Jel et, l'année suivante, donne sa première pièce, Canard pékinois au Théâtre de la Bastille. Nasser Martin-Gousset sera un danseur important de la compagnie pendant quelques années, compagnie qui compte, entre autres, József Sárvári et László Rókás.
De 1995 à 2016, il dirige le Centre chorégraphique national d'Orléans.
En 2006, il a reçu le Prix Europe Réalités Théâtrales, à Turin.
En 2017, il crée sa compagnie Atelier 3+1, basée à Paris.

## Prix et distinctions
- 2002 : Grand Prix de la danse du Syndicat de la critique pour Petit Psaume du matin et Les Philosophes[9]
- 2002 : Chevalier des Arts et des Lettres[10]
- 2006 : Prix Europe pour le théâtre - Prix Europe Réalités Théâtrales[5]
- 2011 : Officier de l'ordre des Arts et des Lettres (chevalier en 2002)[6]